# Nuova Zelanda ai Giochi della VII Olimpiade
La Nuova Zelanda ha partecipato ai Giochi della VII Olimpiade di Anversa con una delegazione di 4 atleti (3 uomini, 1 donne), suddivisi su 3 discipline.

## Medagliere
| Medaglia | Atleta                   | Sport       | Evento           |
| -------- | ------------------------ | ----------- | ---------------- |
| Bronzo   | Clarence Hadfield D'Arcy | Canottaggio | Singolo maschile |